# Cormocephalus multispinus
Cormocephalus multispinus är en mångfotingart som först beskrevs av Kraepelin 1903.  Cormocephalus multispinus ingår i släktet Cormocephalus och familjen Scolopendridae. Inga underarter finns listade i Catalogue of Life.